# Zvyozdny inspektor
Zvyozdny inspektor (Звёздный инспектор) è un film del 1980 diretto Mark Kovalëv e Vladimir Polin. È un film di fantascienza sovietico che affronta il tema dell'intelligenza artificiale che si ribella.

## Trama
La nave spaziale da combattimento sconosciuta, successivamente identificata come Antares, di proprietà della compagnia Meinthaus, commette un attacco immotivato alla base dell'Ispettorato spaziale internazionale e la distrugge. L'indagine di questo evento è affidata a Sergej Lazarev, che, insieme ai suoi compagni della nave di pattuglia di Vaigach, arriva sulla scena dell'incidente.
Gli ispettori di stelle scoprono che le cause di ciò che è successo dovrebbero essere ricercate nella misteriosa scomparsa di alcuni anni fa di un gruppo di scienziati guidati dal talentuoso biologo Augusto Michelli.
Seguendo le istruzioni della compagnia Meinthaus, nell'atmosfera della più profonda segretezza, fu completato il lavoro sul modello funzionante del cervello artificiale, che sfuggì al controllo e ridusse in schiavitù i suoi creatori. L'intelligenza artificiale sta cercando di impossessarsi del cervello dell'equipaggio della nave di pattuglia, ma hanno l'effetto "Orlov", che può proteggere dalle radiazioni kappa per tre ore.